# Murad Takla
 (mai 2022).
La mise en forme du texte ne suit pas les recommandations de Wikipédia : il faut le « wikifier ».
Les points d'amélioration suivants sont les cas les plus fréquents. Le détail des points à revoir est peut-être précisé sur la page de discussion.
- Les titres sont pré-formatés par le logiciel. Ils ne sont ni en capitales, ni en gras.
- Le texte ne doit pas être écrit en capitales (les noms de famille non plus), ni en gras, ni en italique, ni en « petit »…
- Le gras n'est utilisé que pour surligner le titre de l'article dans l'introduction, une seule fois.
- L'italique est rarement utilisé : mots en langue étrangère, titres d'œuvres, noms de bateaux, etc.
- Les citations ne sont pas en italique mais en corps de texte normal. Elles sont entourées par des guillemets français : « et ».
- Les listes à puces sont à éviter, des paragraphes rédigés étant largement préférés. Les tableaux sont à réserver à la présentation de données structurées (résultats, etc.).
- Les appels de note de bas de page (petits chiffres en exposant, introduits par l'outil «  Source ») sont à placer entre la fin de phrase et le point final[comme ça].
- Les liens internes (vers d'autres articles de Wikipédia) sont à choisir avec parcimonie. Créez des liens vers des articles approfondissant le sujet. Les termes génériques sans rapport avec le sujet sont à éviter, ainsi que les répétitions de liens vers un même terme.
- Les liens externes sont à placer uniquement dans une section « Liens externes », à la fin de l'article. Ces liens sont à choisir avec parcimonie suivant les règles définies. Si un lien sert de source à l'article, son insertion dans le texte est à faire par les notes de bas de page.
- La présentation des références doit suivre les conventions bibliographiques. Il est recommandé d'utiliser les modèles {{Ouvrage}}, {{Chapitre}}, {{Article}}, {{Lien web}} et/ou {{Bibliographie}}. Le mode d'édition visuel peut mettre en forme automatiquement les références.
- Insérer une infobox (cadre d'informations à droite) n'est pas obligatoire pour parachever la mise en page.

Pour une aide détaillée, merci de consulter Aide:Wikification.
Si vous pensez que ces points ont été résolus, vous pouvez retirer ce bandeau et améliorer la mise en forme d'un autre article.
 (mai 2022).
Murad Takla (bengali : মুরাদ টাকলা) est un terme utilisé dans l'humour bangladais depuis les années 2010 pour désigner ceux qui écrivent des mots bengalis en utilisant l'écriture latine de manière bizarre ou peu orthodoxe, produisant involontairement un sens déformé,,.

## L'histoire
Un commentaire fait sur Facebook en 2012 a donné naissance au nom de « Murad Takla ». Dans le commentaire, le commentateur a dit à l'autre personne de dire avec logique. Il lui a demandé pourquoi la personne avait une photo de profil boiteuse en tant que profil Facebook. Il lui a dit d'apprendre avant de dire quoi que ce soit,. La capture d'écran du commentaire est devenue virale sur Facebook en raison de son humour involontaire : Le commentateur a écrit "Murad Takla" (Si tu as le courage-"Murod Thakle" en bengali) qu'il a écrit pour impliquer le sens "si vous avez du courage". Mais sa prononciation signifie simplement "une personne chauve nommée Murad" (Murad Takla). L'expression est devenue populaire et synonyme pour identifier les personnes qui écrivent en bengali déformé en caractères latins.
Après l'incident, une page Facebook nommée « Murad Takla » a été créée. La page a été créée dans le but de télécharger des captures d'écran de messages écrits en bengali avec une écriture latine qui produisent une signification amusante. La page est rapidement devenue populaire et les gens ont compris l'importance d'écrire le bengali avec une orthographe et une prononciation correctes. Cette page Facebook réussit à éduquer les internautes bangladais sur les méfaits de l'écriture bengali en lettres latines.
Le terme a également été utilisé pour désigner Murad Hasan, un politicien bangladais, sur Internet et d'autres plateformes médiatiques, en particulier après une controverse sur la fuite d'un enregistrement d'appel téléphonique obscène,. La discussion sur Murad Hasan a conduit à une certaine confusion sur le terme,,.

## Dictionnaire
En 2020, le dictionnaire Murad Takla a été publié par Simu Nasser et Pian Mughdha Nabi dans le but de comprendre le sens des phrases écrites en « Langue Takla ».